# عقدة غوردية
العقدة الغوردية هي أسطورة تتعلق بالإسكندر الأكبر، ويستخدم المصطلح عادة للدلالة على مشكلة صعبة الحل يتم حلها بعمل جريء.

## الأسطورة

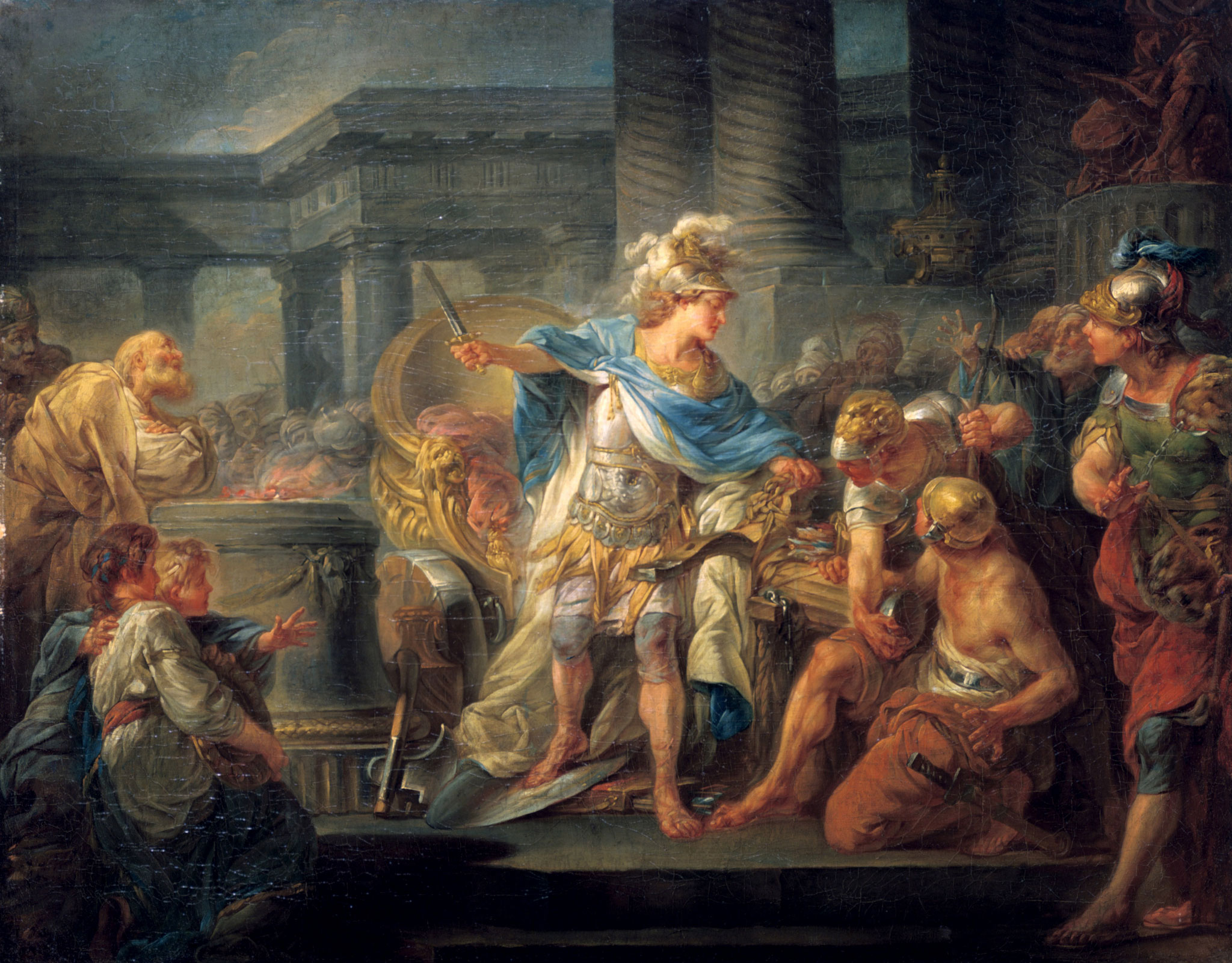
الإسكندر الأكبر يقطع العقدة الغوردية بريشة جان-سيمون برتلمي

في فترة من الزمان كان أهل فريجيا بلا ملك شرعي. تنبأت عرافة في تلميسوس (عاصمة فريجيا القديمة) أن الرجل القادم الذي سيدخل المدينة راكبا عربة يجرها ثور سيصبح الملك القادم. كان هذا الرجل هو الفلاح الفقير غوردياس الذي دخل المدينة على عربة يجرها ثور فأعلنه الكهنة ملكا. عرفانا بذلك قام ابنه ميداس بتقديم العربة إلى الإله الفريجي سبازيوس (الذي يقابله عند الإغريق زيوس) وقام بربطها بعقده لا يبرز منها أي طرف حبل.
كانت هذه العربة لا تزال موجودة في قصر أحد ملوك فريجيا القدماء في غورديوم حين دخلها الإسكندر الأكبر في القرن الرابع قبل الميلاد، وكانت فريجيا حينها ساتراب (أي مقاطعة) في الإمبراطورية الفارسية.
عام 333 ق.م. أثناء قضاء الإسكندر فصل الشتاء في غورديوم، حاول الإسكندر حل العقدة. عندما لم يجد طرفا للحبل ليحل العقدة قام بقطعه بضربة من سيفه. بعد هذه الحادثة ادعى مؤلفو سيرة الإسكندر أن العرافة كانت قد تنبأت أيضاً أن من يحل هذه العقدة سيكون فاتح آسيا. وقد قام الإسكندر بفتح آسيا واصلاً إلى نهري جيحون والسند.